# Acrida ungarica mediterranea
Acrida ungarica mediterranea is een rechtvleugelig insect uit de familie veldsprinkhanen (Acrididae). Het is een ondersoort van Acrida ungarica.

## Kenmerken
Dit insect heeft een kegelvormige kop en taps toelopende poten. De lichaamslengte van het vrouwtje bedraagt ongeveer 75 millimeter.

## Verspreiding en leefgebied
Deze ondersoort komt voor in warme, vochtige vlakten en weidegronden in Zuid-Europa.